# Oosterboschita
L'oosterboschita és un mineral de la classe dels sulfurs. Rep el seu nom de Robert Oosterbosch (1908), enginyer de mines belga.

## Característiques
L'oosterboschita és un sulfur de fórmula química (Pd,Cu)₇Se₅. Cristal·litza en el sistema ortoròmbic. Es troba en forma de grans irregulars de fins a 0,4 mil·límetres, i de petits cristalls. La seva duresa a l'escala de Mohs és 5.
Segons la classificació de Nickel-Strunz, l'oosterboschita pertany a «02.AC: Aliatges de metal·loides amb PGE» juntament amb els següents minerals: UM2004-45-Se:AgHgPd, pal·ladseïta, miassita, UM2000-47-S:CuFePdPt, chrisstanleyita, jagueïta, keithconnita, vasilita, tel·luropal·ladinita, luberoïta, oulankaïta, telargpalita, temagamita, sopcheïta, laflammeïta i tischendorfita.

## Formació i jaciments
Es troba en zones d'oxidació. Sol trobar-se associada a altres minerals com: verbeekita, trogtalita, digenita, covel·lita, or o chrisstanleyita. Va ser descoberta l'any 1970 a la mina Musonoi, a Kolwezi (Katanga, República Democràtica del Congo). Al mateix país també se n'ha trobat a la mina Mutoshi, a la mateixa regió de Katanga. Fóra de l'Àfrica, ha estat descrita a la mina New Rambler, a Albany (Wyoming, Estats Units) i a Copper Hills, al districte de Rudall River (Austràlia).